# Ахвах (река)
Ахвах (авар. ГӀахьвахъ, в верховьях — Тахо) — река в России. Протекает по территории Ахвахского и Ботлихского районов Республики Дагестан.

## География
Река Ахвах начинается на склонах Богосского хребта (хребет Берхутлимеэр), течёт в верховьях на север, в низовьях — на северо-запад и неподалёку от села Нижнее Инхело впадает в реку Андийское Койсу с правой стороны на расстоянии 57 км от её устья, на высоте 686 м над уровнем моря.
Длина реки составляет 24 км. Площадь бассейна — 291 км².
Основные притоки — Местерух (пр), Чуанди (лв), Тунситль (пр), Артлисечтляр (пр).
На реке расположено село Карата, являющееся центром Ахвахского района.
Междуречье реки Аварское Койсу и верхнего течения реки Ахвах известно как историческая область, также именуемая Ахвах.

## Данные водного реестра
По данным государственного водного реестра России относится к Западно-Каспийскому бассейновому округу, водохозяйственный участок реки — Сулак от истока до Чиркейского гидроузла. Речной бассейн реки — Терек.
Код объекта в государственном водном реестре — 07030000112109300000599